# SAM-7
SAM-7 (ros. САМ-7) – zaprojektowany przez Aleksandra Siergiejewicza Moskalewa prototypowy, radziecki samolot myśliwski.

## Historia
SAM-7 był awangardowym myśliwcem, jak na czasy, w których powstał. Aleksander Moskalew zaprojektował całkowicie metalowy samolot bezogonowy, mieszczący dwuosobową załogę w zakrytej kabinie. Krótki kadłub mieścił pilota i tylnego strzelca. Maszyna wyposażona była w chowane podwozie z tylnym kółkiem ogonowym. Skrzydło o trapezowym obrysie zakończone było dużymi statecznikami pionowymi ze sterami kierunku. Na całej krawędzi spływu skrzydeł umieszczono klapy szczelinowe, pełniące rolę steru wysokości. Na zewnętrznych częściach klap znajdowały się lotki. Samolot napędzany był pojedynczym silnikiem rzędowym M-34 z czterołopatowym, drewnianym śmigłem. Uzbrojenie maszyny stanowiły cztery karabiny maszynowe SzKAS kalibru 7,62 mm. Dwa z nich, zsynchronizowane z obrotami śmigła, umieszczone były nad jednostką napędową, pozostałe dwa znajdowały się z tyłu maszyny, obsługiwane przez tylnego strzelca. Zastosowano całkowicie nietypowy układ chłodzenia. Jego rolę pełniła powierzchnia skrzydła. Pomiędzy podwójnym poszyciem płata krążyła gorąca para, która po schłodzeniu i skropleniu tłoczona była specjalną pompą do silnika, tam po ponownym podgrzaniu gorąca para wracała do skrzydła i cały proces się powtarzał. Taki układ chłodzenia mógł być wydajny jedynie przy dużej prędkości lotu, ale na ziemi był praktycznie bezużyteczny. Problemy sprawiała szczelność całego systemu. Z drugiej strony, w warunkach bojowych, nawet pojedyncze trafienie w skrzydło samolotu pozbawiało maszynę układu chłodzenia. Będąc świadomym problemu, konstruktorzy wyposażyli myśliwiec w klasyczną chłodnicę wysuwaną w dół kadłuba za kabiną pilota. Prototyp samolotu zbudowano w latach 1934-1935. Maszynę poddano próbom fabrycznym. Składały się na nie próby kołowania i rozpędzania samolotu po pasie startowym. W ich trakcie, SAM-7 parokrotnie oderwał się od ziemi wykonując kilka podskoków. Nie zdecydowano się jednak na klasyczny oblot. Nierozwiązane kwestie aerodynamiczne oraz stwierdzona zbyt mała wytrzymałość licznych elementów konstrukcyjnych stanowiły zbyt duże ryzyko.